# Minahasa (regentschap)
Minahasa is een regentschap (kabupaten) in de Indonesische provincie Noord-Sulawesi. Minahasa telt 304.298 inwoners (2006).

## Onderdistricten
Minahasa kent 19 onderdistricten (kecamatan):
- Eris
- Kakas
- Kawangkoan Induk
- Kawangkoan Barat
- Kawangkoan Utara
- Kombi
- Langowan Barat
- Langowan Selatan
- Langowan Timur
- Langowan Utara
- Lembean Timur
- Pineleng
- Remboken
- Sonder
- Tombariri
- Tombulu
- Tompaso
- Tondano Barat
- Tondano Selatan
- Tondano Timur
- Tondano Utara

Stadsgemeenten: Bitung · Kotamobagu · Manado · Tomohon

Regentschappen: Bolaang Mongondow Bolaang Mongondow Selatan · Bolaang Mongondow Timur · Bolaang Mongondow Utara · Kepulauan Siau Tagulandang Biaro · Minahasa · Minahasa Selatan · Minahasa Tenggara · Minahasa Utara · Sangihe-eilanden · Sitaro-Eilanden · Talaudeilanden